# Coupe du monde de ski de fond
La Coupe du monde de ski de fond est une compétition annuelle de ski de fond, organisé depuis 1981 par la FIS. À travers plusieurs épreuves durant la saison hivernale, les compétiteurs accumulent les points, en fonction de leurs performances, qui déterminent leur classement général.
Compétition existant depuis les années 1970, ce n'est qu'à partir de l'année 1981-1982 que la fédération internationale de ski décide d'en prendre l'organisation et de lui donner une valeur officielle. Les épreuves se déroulent sur les continents européen, nord-américain et asiatique, et sont composés de diverses disciplines : le sprint, le sprint par équipes, le relais, l'individuel, la poursuite. Elles sont disputés sur les deux styles de ski de fond, le style libre et le style classique.

## Épreuves
| Épreuve      | Sexe   | Distance        |
| ------------ | ------ | --------------- |
| Individuelle | Hommes | 10 – 30 km      |
| Individuelle | Femmes | 5 – 15 km       |
| Poursuite    | Hommes | 10 – 15 km      |
| Poursuite    | Femmes | 5 – 10 km       |
| Mass Start   | Hommes | 15 – 50 km      |
| Mass Start   | Femmes | 10 – 30 km      |
| Sprint       | Hommes | 1,4 à 2,3 km    |
| Sprint       | Femmes | 1,2 à 1,9 km    |
| Skiathlon    | Hommes | 15 km + 15 km   |
| Skiathlon    | Femmes | 7,5 km + 7,5 km |
| Relais       | Hommes | 4 × 7.5 km      |
| Relais       | Femmes | 4 × 5 km        |

## Palmarès

### Classement général

#### Hommes
| Édition   | Or                      | Argent                 | Bronze                  |
| --------- | ----------------------- | ---------------------- | ----------------------- |
| 1981-1982 | Bill Koch               | Thomas Wassberg        | Harri Kirvesniemi       |
| 1982-1983 | Alexander Savjalov      | Gunde Svan             | Bill Koch               |
| 1983-1984 | Gunde Svan              | Thomas Wassberg        | Harri Kirvesniemi       |
| 1984-1985 | Gunde Svan              | Tor Håkon Holte        | Ove Aunli               |
| 1985-1986 | Gunde Svan              | Torgny Mogren          | Vladimir Smirnov        |
| 1986-1987 | Torgny Mogren           | Thomas Wassberg        | Gunde Svan              |
| 1987-1988 | Gunde Svan              | Torgny Mogren          | Pål Gunnar Mikkelsplass |
| 1988-1989 | Gunde Svan              | Vegard Ulvang          | Torgny Mogren           |
| 1989-1990 | Vegard Ulvang           | Gunde Svan             | Bjørn Dæhlie            |
| 1990-1991 | Vladimir Smirnov        | Torgny Mogren          | Bjørn Dæhlie            |
| 1991-1992 | Bjørn Dæhlie            | Vegard Ulvang          | Vladimir Smirnov        |
| 1992-1993 | Bjørn Dæhlie            | Vladimir Smirnov       | Vegard Ulvang           |
| 1993-1994 | Vladimir Smirnov        | Bjørn Dæhlie           | Jari Isometsä           |
| 1994-1995 | Bjørn Dæhlie            | Vladimir Smirnov       | Silvio Fauner           |
| 1995-1996 | Bjørn Dæhlie            | Vladimir Smirnov       | Jari Isometsä           |
| 1996-1997 | Bjørn Dæhlie            | Mika Myllylä           | Fulvio Valbusa          |
| 1997-1998 | Thomas Alsgaard         | Bjørn Dæhlie           | Vladimir Smirnov        |
| 1998-1999 | Bjørn Dæhlie            | Mikhail Botvinov       | Mika Myllylä            |
| 1999-2000 | Johann Mühlegg          | Jari Isometsä          | Odd-Bjørn Hjelmeset     |
| 2000-2001 | Per Elofsson            | Johann Mühlegg         | Thomas Alsgaard         |
| 2001-2002 | Per Elofsson            | Thomas Alsgaard        | Anders Aukland          |
| 2002-2003 | Mathias Fredriksson     | Rene Sommerfeldt       | Jörgen Brink            |
| 2003-2004 | Rene Sommerfeldt        | Mathias Fredriksson    | Jens Arne Svartedal     |
| 2004-2005 | Axel Teichmann          | Vincent Vittoz         | Tor Arne Hetland        |
| 2005-2006 | Tobias Angerer          | Jens Arne Svartedal    | Tor Arne Hetland        |
| 2006-2007 | Tobias Angerer          | Aleksandr Legkov       | Eldar Rønning           |
| 2007-2008 | Lukáš Bauer             | Rene Sommerfeldt       | Pietro Piller Cottrer   |
| 2008-2009 | Dario Cologna           | Petter Northug         | Ola Vigen Hattestad     |
| 2009-2010 | Petter Northug          | Lukáš Bauer            | Marcus Hellner          |
| 2010-2011 | Dario Cologna           | Petter Northug         | Daniel Richardsson      |
| 2011-2012 | Dario Cologna           | Devon Kershaw          | Petter Northug          |
| 2012-2013 | Petter Northug          | Alexander Legkov       | Dario Cologna           |
| 2013-2014 | Martin Johnsrud Sundby  | Alexander Legkov       | Alex Harvey             |
| 2014-2015 | Dario Cologna           | Petter Northug         | Finn Hågen Krogh        |
| 2015-2016 | Martin Johnsrud Sundby  | Petter Northug         | Finn Hågen Krogh        |
| 2016-2017 | Martin Johnsrud Sundby  | Sergueï Oustiougov     | Alex Harvey             |
| 2017-2018 | Johannes Høsflot Klæbo  | Dario Cologna          | Martin Johnsrud Sundby  |
| 2018-2019 | Johannes Høsflot Klæbo  | Alexander Bolshunov    | Sjur Røthe              |
| 2019-2020 | Alexander Bolshunov     | Johannes Høsflot Klæbo | Pål Golberg             |
| 2020-2021 | Alexander Bolshunov     | Ivan Yakimushkin       | Johannes Høsflot Klæbo  |
| 2021-2022 | Johannes Høsflot Klæbo  | Alexander Bolshunov    | Iivo Niskanen           |
| 2022-2023 | Johannes Høsflot Klæbo  | Pål Golberg            | Federico Pellegrino     |
| 2023-2024 | Harald Østberg Amundsen | Johannes Høsflot Klæbo | Erik Valnes             |
| 2024-2025 | Johannes Høsflot Klæbo  | Edvin Anger            | Erik Valnes             |

#### Femmes
| Édition   | Or                       | Argent                   | Bronze                     |
| --------- | ------------------------ | ------------------------ | -------------------------- |
| 1981-1982 | Berit Aunli              | Britt Pettersen          | Kveta Jeriova              |
| 1982-1983 | Marja-Liisa Hämälainen   | Britt Pettersen          | Kveta Jeriova              |
| 1983-1984 | Marja-Liisa Hämälainen   | Raisa Smetanina          | Anne Jahren                |
| 1984-1985 | Anette Bøe               | Grete Ingeborg Nykkelmo  | Britt Pettersen            |
| 1985-1986 | Marjo Matikainen         | Marianne Dahlmo          | Britt Pettersen            |
| 1986-1987 | Marjo Matikainen         | Anfisa Reztsova          | Marianne Dahlmo            |
| 1987-1988 | Marjo Matikainen         | Marie-Helene Östlund     | Marja-Liisa Kirvesniemi    |
| 1988-1989 | Elena Välbe              | Alžběta Havrančíková     | Tamara Tichonova           |
| 1989-1990 | Larisa Lazutina          | Elena Välbe              | Trude Dybendahl            |
| 1990-1991 | Elena Välbe              | Stefania Belmondo        | Lioubov Iegorova           |
| 1991-1992 | Elena Välbe              | Stefania Belmondo        | Lioubov Iegorova           |
| 1992-1993 | Lioubov Iegorova         | Elena Välbe              | Stefania Belmondo          |
| 1993-1994 | Manuela di Centa         | Lioubov Iegorova         | Elena Välbe                |
| 1994-1995 | Elena Välbe              | Nina Gavriljuk           | Larisa Lazutina            |
| 1995-1996 | Manuela di Centa         | Elena Välbe              | Larisa Lazutina            |
| 1996-1997 | Elena Välbe              | Stefania Belmondo        | Katerina Neumannova        |
| 1997-1998 | Larisa Lazutina          | Bente Skari Martinsen    | Stefania Belmondo          |
| 1998-1999 | Bente Skari Martinsen    | Stefania Belmondo        | Nina Gavriljuk             |
| 1999-2000 | Bente Skari Martinsen    | Kristina Smigun          | Larisa Lazutina            |
| 2000-2001 | Julija Tchepalova        | Bente Skari Martinsen    | Larisa Lazutina            |
| 2001-2002 | Bente Skari Martinsen    | Katerina Neumannova      | Stefania Belmondo          |
| 2002-2003 | Bente Skari Martinsen    | Kristina Smigun          | Gabriella Paruzzi          |
| 2003-2004 | Gabriella Paruzzi        | Marit Bjørgen            | Valentina Shevchenko       |
| 2004-2005 | Marit Bjørgen            | Katerina Neumannova      | Virpi Kuitunen             |
| 2005-2006 | Marit Bjørgen            | Beckie Scott             | Julija Tchepalova          |
| 2006-2007 | Virpi Kuitunen           | Marit Bjørgen            | Katerina Neumannova        |
| 2007-2008 | Virpi Kuitunen           | Astrid Jacobsen          | Justyna Kowalczyk          |
| 2008-2009 | Justyna Kowalczyk        | Petra Majdic             | Aino-Kaisa Saarinen        |
| 2009-2010 | Justyna Kowalczyk        | Marit Bjørgen            | Petra Majdic               |
| 2010-2011 | Justyna Kowalczyk        | Marit Bjørgen            | Arianna Follis             |
| 2011-2012 | Marit Bjørgen            | Justyna Kowalczyk        | Therese Johaug             |
| 2012-2013 | Justyna Kowalczyk        | Therese Johaug           | Kikkan Randall             |
| 2013-2014 | Therese Johaug           | Marit Bjørgen            | Astrid Uhrenholdt Jacobsen |
| 2014-2015 | Marit Bjørgen            | Therese Johaug           | Heidi Weng                 |
| 2015-2016 | Therese Johaug           | Ingvild Flugstad Østberg | Heidi Weng                 |
| 2016-2017 | Heidi Weng               | Krista Pärmäkoski        | Ingvild Flugstad Østberg   |
| 2017-2018 | Heidi Weng               | Jessica Diggins          | Ingvild Flugstad Østberg   |
| 2018-2019 | Ingvild Flugstad Østberg | Natalia Nepryaeva        | Therese Johaug             |
| 2019-2020 | Therese Johaug           | Heidi Weng               | Natalia Nepryaeva          |
| 2020-2021 | Jessica Diggins          | Yulia Stupak             | Ebba Andersson             |
| 2021-2022 | Natalia Nepryaeva        | Jessica Diggins          | Ebba Andersson             |
| 2022-2023 | Tiril Udnes Weng         | Jessica Diggins          | Kerttu Niskanen            |
| 2023-2024 | Jessica Diggins          | Linn Svahn               | Frida Karlsson             |
| 2024-2025 | Jessica Diggins          | Victoria Carl            | Kerttu Niskanen            |

### Classement distance

#### Hommes
| Saison       | Premier                 | Deuxième                | Troisième              |
| ------------ | ----------------------- | ----------------------- | ---------------------- |
| 1996-1997    | Mika Myllylä            | Bjørn Dæhlie            | Vladimir Smirnov       |
| 1997-1998    | Thomas Alsgaard         | Bjørn Dæhlie            | Mika Myllylä           |
| 1998-1999    | Mikhail Botvinov        | Bjørn Dæhlie            | Mika Myllylä           |
| 1999-2000 LD | Johann Mühlegg          | Mikhail Ivanov          | Mikhail Botvinov       |
| 1999-2000 MD | Jari Isometsä           | Johann Mühlegg          | Per Elofsson           |
| 2000-2001    | Non décerné             | Non décerné             | Non décerné            |
| 2001-2002    | Non décerné             | Non décerné             | Non décerné            |
| 2002-2003    | Non décerné             | Non décerné             | Non décerné            |
| 2003-2004    | René Sommerfeldt        | Mathias Fredriksson     | Frode Estil            |
| 2004-2005    | Axel Teichmann          | Vincent Vittoz          | Tobias Angerer         |
| 2005-2006    | Tobias Angerer          | Vincent Vittoz          | Anders Södergren       |
| 2006-2007    | Tobias Angerer          | Vincent Vittoz          | Odd-Bjørn Hjelmeset    |
| 2007-2008    | Lukáš Bauer             | Pietro Piller Cottrer   | Rene Sommerfeldt       |
| 2008-2009    | Pietro Piller Cottrer   | Dario Cologna           | Petter Northug         |
| 2009-2010    | Petter Northug          | Lukáš Bauer             | Marcus Hellner         |
| 2010-2011    | Dario Cologna           | Daniel Richardsson      | Lukáš Bauer            |
| 2011-2012    | Dario Cologna           | Devon Kershaw           | Alexander Legkov       |
| 2012-2013    | Alexander Legkov        | Dario Cologna           | Petter Northug         |
| 2013-2014    | Martin Johnsrud Sundby  | Alexander Legkov        | Daniel Richardsson     |
| 2014-2015    | Dario Cologna           | Martin Johnsrud Sundby  | Evgeniy Belov          |
| 2015-2016    | Martin Johnsrud Sundby  | Maurice Manificat       | Niklas Dyrhaug         |
| 2016-2017    | Martin Johnsrud Sundby  | Alex Harvey             | Matti Heikkinen        |
| 2017-2018    | Dario Cologna           | Martin Johnsrud Sundby  | Hans Christer Holund   |
| 2018-2019    | Alexander Bolshunov     | Sjur Røthe              | Martin Johnsrud Sundby |
| 2019-2020    | Alexander Bolshunov     | Sjur Røthe              | Iivo Niskanen          |
| 2020-2021    | Alexander Bolshunov     | Ivan Yakimushkin        | Simen Hegstad Krüger   |
| 2021-2022    | Iivo Niskanen           | Alexander Bolshunov     | Johannes Høsflot Klæbo |
| 2022-2023    | Pål Golberg             | Johannes Høsflot Klæbo  | Didrik Tønseth         |
| 2023-2024    | Harald Østberg Amundsen | Johannes Høsflot Klæbo  | Pål Golberg            |
| 2024-2025    | Simen Hegstad Krüger    | Martin Løwstrøm Nyenget | Hugo Lapalus           |

#### Femmes
| Saison       | Premier              | Deuxième                 | Troisième                |
| ------------ | -------------------- | ------------------------ | ------------------------ |
| 1996-1997    | Yelena Välbe         | Stefania Belmondo        | Nina Gavriliouk          |
| 1997-1998    | Larisa Lazutina      | Stefania Belmondo        | Olga Danilova            |
| 1998-1999    | Kristina Šmigun      | Stefania Belmondo        | Larisa Lazutina          |
| 1999-2000 LD | Larisa Lazutina      | Kristina Šmigun          | Olga Danilova            |
| 1999-2000 MD | Kristina Šmigun      | Stefania Belmondo        | Larisa Lazutina          |
| 2000-2001    | Non décerné          | Non décerné              | Non décerné              |
| 2001-2002    | Non décerné          | Non décerné              | Non décerné              |
| 2002-2003    | Non décerné          | Non décerné              | Non décerné              |
| 2003-2004    | Valentina Shevchenko | Gabriella Paruzzi        | Kristina Šmigun-Vähi     |
| 2004-2005    | Marit Bjørgen        | Kateřina Neumannová      | Kristina Šmigun-Vähi     |
| 2005-2006    | Julija Tchepalova    | Kateřina Neumannová      | Beckie Scott             |
| 2006-2007    | Virpi Kuitunen       | Kateřina Neumannová      | Aino-Kaisa Saarinen      |
| 2007-2008    | Virpi Kuitunen       | Valentina Shevchenko     | Justyna Kowalczyk        |
| 2008-2009    | Justyna Kowalczyk    | Aino-Kaisa Saarinen      | Marianna Longa           |
| 2009-2010    | Justyna Kowalczyk    | Marit Bjørgen            | Kristin Størmer Steira   |
| 2010-2011    | Justyna Kowalczyk    | Marit Bjørgen            | Therese Johaug           |
| 2011-2012    | Marit Bjørgen        | Justyna Kowalczyk        | Therese Johaug           |
| 2012-2013    | Justyna Kowalczyk    | Therese Johaug           | Kristin Størmer Steira   |
| 2013-2014    | Therese Johaug       | Marit Bjørgen            | Kerttu Niskanen          |
| 2014-2015    | Marit Bjørgen        | Therese Johaug           | Heidi Weng               |
| 2015-2016    | Therese Johaug       | Heidi Weng               | Ingvild Flugstad Østberg |
| 2016-2017    | Heidi Weng           | Marit Bjørgen            | Krista Pärmäkoski        |
| 2017-2018    | Heidi Weng           | Ingvild Flugstad Østberg | Jessie Diggins           |
| 2018-2019    | Therese Johaug       | Ingvild Flugstad Østberg | Natalia Nepryaeva        |
| 2019-2020    | Therese Johaug       | Heidi Weng               | Ebba Andersson           |
| 2020-2021    | Jessie Diggins       | Ebba Andersson           | Yuliya Stupak            |
| 2021-2022    | Therese Johaug       | Frida Karlsson           | Krista Pärmäkoski        |
| 2022-2023    | Kerttu Niskanen      | Jessica Diggins          | Tiril Udnes Weng         |
| 2023-2024    | Jessica Diggins      | Victoria Carl            | Ebba Andersson           |
| 2024-2025    | Jessica Diggins      | Astrid Øyre Slind        | Victoria Carl            |

### Classement sprint

#### Hommes
| Saison    | Premier                | Deuxième                | Troisième              |
| --------- | ---------------------- | ----------------------- | ---------------------- |
| 1996-1997 | Bjørn Dæhlie           | Fulvio Valbusa          | Silvio Fauner          |
| 1997-1998 | Thomas Alsgaard        | Bjørn Dæhlie            | Vladimir Smirnov       |
| 1998-1999 | Bjørn Dæhlie           | Odd-Bjørn Hjelmeset     | Mathias Fredriksson    |
| 1999-2000 | Morten Brørs           | Odd-Bjørn Hjelmeset     | Håvard Solbakken       |
| 2000-2001 | Jan Jacob Verdenius    | Cristian Zorzi          | Tor Arne Hetland       |
| 2001-2002 | Trond Iversen          | Jens Arne Svartedal     | Cristian Zorzi         |
| 2002-2003 | Thobias Fredriksson    | Tor Arne Hetland        | Lauri Pyykönen         |
| 2003-2004 | Thobias Fredriksson    | Jens Arne Svartedal     | Håvard Bjerkeli        |
| 2004-2005 | Tor Arne Hetland       | Eldar Rønning           | Trond Iversen          |
| 2005-2006 | Björn Lind             | Thobias Fredriksson     | Tor Arne Hetland       |
| 2006-2007 | Jens Arne Svartedal    | Trond Iversen           | Emil Jönsson           |
| 2007-2008 | Ola Vigen Hattestad    | Emil Jönsson            | John Kristian Dahl     |
| 2008-2009 | Ola Vigen Hattestad    | Renato Pasini           | Tor Arne Hetland       |
| 2009-2010 | Emil Jönsson           | Petter Northug          | Alexei Petukhov        |
| 2010-2011 | Emil Jönsson           | Ola Vigen Hattestad     | Jesper Modin           |
| 2011-2012 | Teodor Peterson        | Nikolay Morilov         | Eirik Brandsdal        |
| 2012-2013 | Emil Jönsson           | Petter Northug          | Nikita Kriukov         |
| 2013-2014 | Ola Vigen Hattestad    | Eirik Brandsdal         | Josef Wenzl            |
| 2014-2015 | Finn Hågen Krogh       | Eirik Brandsdal         | Federico Pellegrino    |
| 2015-2016 | Federico Pellegrino    | Petter Northug          | Finn Hågen Krogh       |
| 2016-2017 | Johannes Høsflot Klæbo | Federico Pellegrino     | Sindre Bjørnestad Skar |
| 2017-2018 | Johannes Høsflot Klæbo | Federico Pellegrino     | Lucas Chanavat         |
| 2018-2019 | Johannes Høsflot Klæbo | Federico Pellegrino     | Eirik Brandsdal        |
| 2019-2020 | Johannes Høsflot Klæbo | Erik Valnes             | Pål Golberg            |
| 2020-2021 | Federico Pellegrino    | Gleb Retivykh           | Alexander Bolshunov    |
| 2021-2022 | Richard Jouve          | Johannes Høsflot Klæbo  | Lucas Chanavat         |
| 2022-2023 | Johannes Høsflot Klæbo | Lucas Chanavat          | Even Northug           |
| 2023-2024 | Johannes Høsflot Klæbo | Erik Valnes             | Lucas Chanavat         |
| 2024-2025 | Johannes Høsflot Klæbo | Martin Løwstrøm Nyenget | Edvin Anger            |

#### Femmes
| Saison    | Premier                | Deuxième                 | Troisième                |
| --------- | ---------------------- | ------------------------ | ------------------------ |
| 1996-1997 | Stefania Belmondo      | Yelena Välbe             | Katerina Neumannova      |
| 1997-1998 | Bente Skari Martinsen  | Larisa Lazutina          | Stefania Belmondo        |
| 1998-1999 | Bente Skari Martinsen  | Kateřina Neumannová      | Kristina Smigun          |
| 1999-2000 | Bente Skari Martinsen  | Anita Moen               | Kristina Smigun          |
| 2000-2001 | Bente Skari Martinsen  | Pirjo Manninen           | Manuela Henkel           |
| 2001-2002 | Bente Skari Martinsen  | Anita Moen               | Kateřina Neumannová      |
| 2002-2003 | Marit Bjørgen          | Bente Skari Martinsen    | Pirjo Manninen           |
| 2003-2004 | Marit Bjørgen          | Gabriella Paruzzi        | Anna Dahlberg            |
| 2004-2005 | Marit Bjørgen          | Virpi Kuitunen           | Anna Dahlberg            |
| 2005-2006 | Marit Bjørgen          | Ella Gjømle              | Beckie Scott             |
| 2006-2007 | Virpi Kuitunen         | Petra Majdič             | Natalya Matveyeva        |
| 2007-2008 | Petra Majdič           | Astrid Jacobsen          | Virpi Kuitunen           |
| 2008-2009 | Petra Majdič           | Arianna Follis           | Pirjo Muranen            |
| 2009-2010 | Justyna Kowalczyk      | Marit Bjørgen            | Petra Majdic             |
| 2010-2011 | Petra Majdič           | Arianna Follis           | Kikkan Randall           |
| 2011-2012 | Kikkan Randall         | Maiken Caspersen Falla   | Marit Bjørgen            |
| 2012-2013 | Kikkan Randall         | Justyna Kowalczyk        | Ingvild Flugstad Østberg |
| 2013-2014 | Kikkan Randall         | Denise Herrmann          | Marit Bjørgen            |
| 2014-2015 | Marit Bjørgen          | Ingvild Flugstad Østberg | Maiken Caspersen Falla   |
| 2015-2016 | Maiken Caspersen Falla | Ingvild Flugstad Østberg | Stina Nilsson            |
| 2016-2017 | Maiken Caspersen Falla | Stina Nilsson            | Hanna Falk               |
| 2017-2018 | Maiken Caspersen Falla | Stina Nilsson            | Sophie Caldwell          |
| 2018-2019 | Stina Nilsson          | Maiken Caspersen Falla   | Maja Dahlqvist           |
| 2019-2020 | Linn Svahn             | Jonna Sundling           | Anamarija Lampič         |
| 2020-2021 | Anamarija Lampič       | Nadine Fähndrich         | Linn Svahn               |
| 2021-2022 | Maja Dahlqvist         | Anamarija Lampič         | Jonna Sundling           |
| 2022-2023 | Maja Dahlqvist         | Nadine Fähndrich         | Tiril Udnes Weng         |
| 2023-2024 | Linn Svahn             | Kristine Stavås Skistad  | Jonna Sundling           |
| 2024-2025 | Jasmi Joensuu          | Nadine Fähndrich         | Maja Dahlqvist           |

## Statistiques et Records

### Records de titres
(Mise à jour après la fin de saison 2024-2025)
- : en activité

Les tableaux suivant retracent les fondeurs les plus titrés en Coupe du Monde, en sprint et distance avec le nombre de fois où ils ont fini sur le podium du classement général.
Mais également les nations les plus titrées.

#### Classement général
| Nom               | Premier | Deuxième | Troisième | Total |
| ----------------- | ------- | -------- | --------- | ----- |
| Bjørn Dæhlie      | 6       | 2        | 2         | 10    |
| Gunde Svan        | 5       | 2        | 1         | 8     |
| Johannes H. Klæbo | 5       | 2        | 1         | 7     |
| Dario Cologna     | 4       | 1        | 1         | 6     |
| Martin J. Sundby  | 3       | 0        | 1         | 4     |

| Nom               | Premier | Deuxième | Troisième | Total |
| ----------------- | ------- | -------- | --------- | ----- |
| Elena Välbe       | 5       | 3        | 1         | 9     |
| Marit Bjørgen     | 4       | 5        | -         | 9     |
| Bente Skari       | 4       | 2        | -         | 6     |
| Justyna Kowalczyk | 4       | 1        | 1         | 6     |
| Jessica Diggins   | 3       | 3        | 0         | 6     |

#### Classement sprint
| Nom                 | Premier | Deuxième | Troisième | Total |
| ------------------- | ------- | -------- | --------- | ----- |
| Johannes H. Klæbo   | 7       | 1        | 0         | 8     |
| Emil Jönsson        | 3       | 1        | 1         | 5     |
| Ola Vigen Hattestad | 3       | 1        | 0         | 4     |
| Federico Pellegrino | 2       | 3        | 1         | 6     |
| Bjørn Dæhlie        | 2       | 1        | 0         | 3     |

| Nom             | Premier | Deuxième | Troisième | Total |
| --------------- | ------- | -------- | --------- | ----- |
| Marit Bjørgen   | 5       | 1        | 2         | 8     |
| Bente Skari     | 5       | 1        | 0         | 6     |
| Maiken C. Falla | 3       | 2        | 1         | 6     |
| Petra Majdič    | 3       | 1        | 1         | 5     |
| Kikkan Randall  | 3       | 0        | 1         | 4     |

#### Classement distance
| Nom                 | Premier | Deuxième | Troisième | Total |
| ------------------- | ------- | -------- | --------- | ----- |
| Dario Cologna       | 4       | 2        | 0         | 6     |
| Martin J. Sundby    | 3       | 2        | 1         | 6     |
| Alexander Bolshunov | 3       | 1        | 0         | 4     |
| Tobias Angerer      | 2       | 0        | 1         | 3     |
| Petter Northug      | 1       | 0        | 2         | 3     |

| Nom               | Premier | Deuxième | Troisième | Total |
| ----------------- | ------- | -------- | --------- | ----- |
| Therese Johaug    | 5       | 2        | 2         | 9     |
| Justyna Kowalczyk | 4       | 1        | 1         | 6     |
| Marit Bjørgen     | 3       | 4        | 0         | 7     |
| Jessica Diggins   | 3       | 1        | 1         | 5     |
| Heidi Weng        | 2       | 2        | 1         | 5     |

#### Nations
Le tableau suivant retrace les nations les plus titrés en Coupe du Monde, avec le nombre de fois où ils ont fini sur le podium du classement général.
| Nation    | Premier | Deuxième | Troisième | Total |
| --------- | ------- | -------- | --------- | ----- |
| Norvège   | 22      | 11       | 18        | 51    |
| Suède     | 9       | 11       | 6         | 26    |
| Allemagne | 4       | 2        | 0         | 6     |
| Suisse    | 4       | 0        | 1         | 5     |
| Russie    | 2       | 7        | 0         | 9     |

| Nation   | Premier | Deuxième | Troisième | Total |
| -------- | ------- | -------- | --------- | ----- |
| Norvège  | 16      | 15       | 12        | 43    |
| Russie   | 9       | 9        | 10        | 28    |
| Finlande | 7       | 1        | 4         | 12    |
| Italie   | 3       | 4        | 5         | 12    |
| Pologne  | 4       | 1        | 1         | 6     |

### Victoires
Mise à jour : après la saison 2022-2023

#### Hommes
| Rang | Skieur                 | Période active | Coupe du Monde | Coupe du Monde | Coupe du Monde | Coupe du Monde | Stage World Cup (Nordic Opening, Tour de Ski, Finales) | Stage World Cup (Nordic Opening, Tour de Ski, Finales) | Stage World Cup (Nordic Opening, Tour de Ski, Finales) | Total |
| Rang | Skieur                 | Période active | Victoires      | Distance       | Sprint         | Tour à étapes  | Victoires                                              | Distance                                               | Sprint                                                 | Total |
| ---- | ---------------------- | -------------- | -------------- | -------------- | -------------- | -------------- | ------------------------------------------------------ | ------------------------------------------------------ | ------------------------------------------------------ | ----- |
| 1    | Johannes Høsflot Klæbo | 2016–actif     | 41             | 7              | 26             | 8              | 27                                                     | 13                                                     | 14                                                     | 68    |
| 2    | Bjørn Dæhlie           | 1989–1999      | 46             | 45             | 1              | –              | –                                                      | –                                                      | –                                                      | 46    |
| 3    | Petter Northug         | 2005–2017      | 20             | 8              | 6              | 6              | 18                                                     | 15                                                     | 3                                                      | 38    |
| 4    | Gunde Svan             | 1983–1991      | 30             | 30             | –              | –              | –                                                      | –                                                      | –                                                      | 30    |
|      | Vladimir Smirnov       | 1982–1999      | 30             | 30             | –              | –              | –                                                      | –                                                      | –                                                      | 30    |
|      | Martin Johnsrud Sundby | 2005–actif     | 19             | 11             | –              | 8              | 11                                                     | 11                                                     | –                                                      | 30    |
| 7    | Alexander Bolshunov    | 2017–actif     | 20             | 16             | 1              | 3              | 8                                                      | 8                                                      | –                                                      | 28    |
| 8    | Dario Cologna          | 2007–actif     | 15             | 7              | 2              | 6              | 11                                                     | 11                                                     | –                                                      | 26    |
| 9    | Lukáš Bauer            | 1997–2016      | 11             | 9              | –              | 2              | 7                                                      | 7                                                      | –                                                      | 18    |
| 10   | Federico Pellegrino    | 2010–actif     | 12             | –              | 12             | –              | 5                                                      | –                                                      | 5                                                      | 17    |
| 11   | Emil Jönsson           | 2003–2018      | 13             | –              | 13             | –              | 3                                                      | –                                                      | 3                                                      | 16    |
| 12   | Sergueï Oustiougov     | 2013–actif     | 4              | 1              | 2              | 1              | 11                                                     | 8                                                      | 3                                                      | 15    |
| 13   | Torgny Mogren          | 1983–1998      | 13             | 13             | –              | –              | –                                                      | –                                                      | –                                                      | 13    |
|      | Thomas Alsgaard        | 1993–2003      | 13             | 11             | 2              | –              | –                                                      | –                                                      | –                                                      | 13    |
|      | Tor Arne Hetland       | 1995–2009      | 11             | 2              | 9              | –              | 2                                                      | –                                                      | 2                                                      | 13    |
|      | Axel Teichmann         | 1998–2014      | 8              | 8              | –              | –              | 5                                                      | 5                                                      | –                                                      | 13    |
|      | Ola Vigen Hattestad    | 2003–2017      | 13             | –              | 13             | –              | –                                                      | –                                                      | –                                                      | 13    |
| 18   | Jens Arne Svartedal    | 1997–2010      | 12             | 1              | 11             | –              | –                                                      | –                                                      | –                                                      | 12    |
| 19   | Per Elofsson           | 1996–2003      | 11             | 11             | –              | –              | –                                                      | –                                                      | –                                                      | 11    |
|      | Tobias Angerer         | 1998–2014      | 11             | 10             | –              | 1              | –                                                      | –                                                      | –                                                      | 11    |
|      | Eldar Rønning          | 2003–2015      | 7              | 4              | 3              | –              | 4                                                      | 3                                                      | 1                                                      | 11    |
|      | Alexey Poltoranin      | 2004–2019      | 4              | 3              | 1              | –              | 7                                                      | 7                                                      | –                                                      | 11    |

#### Femmes
| Rang | Skieuse                  | Période active | Coupe du Monde | Coupe du Monde | Coupe du Monde | Coupe du Monde   | Stage World Cup (Nordic Opening, Tour de Ski, Finales) | Stage World Cup (Nordic Opening, Tour de Ski, Finales) | Stage World Cup (Nordic Opening, Tour de Ski, Finales) | Total |
| Rang | Skieuse                  | Période active | Victoires      | Distance       | Sprint         | Épreuve à étapes | Victoires                                              | Distance                                               | Sprint                                                 | Total |
| ---- | ------------------------ | -------------- | -------------- | -------------- | -------------- | ---------------- | ------------------------------------------------------ | ------------------------------------------------------ | ------------------------------------------------------ | ----- |
| 1    | Marit Bjørgen            | 1999–2018      | 84             | 41             | 31             | 12               | 30                                                     | 21                                                     | 9                                                      | 114   |
| 2    | Therese Johaug           | 2007–2022      | 44             | 34             | –              | 10               | 37                                                     | 36                                                     | 1                                                      | 81    |
| 3    | Justyna Kowalczyk        | 2001–2018      | 31             | 19             | 7              | 5                | 19                                                     | 14                                                     | 5                                                      | 50    |
| 4    | Yelena Välbe             | 1987–1998      | 45             | 44             | 1              | –                | –                                                      | –                                                      | –                                                      | 45    |
| 5    | Bente Skari              | 1992–2003      | 42             | 25             | 17             | –                | –                                                      | –                                                      | –                                                      | 42    |
| 6    | Virpi Kuitunen           | 1997–2010      | 20             | 11             | 7              | 2                | 7                                                      | 5                                                      | 2                                                      | 27    |
| 7    | Petra Majdič             | 1999–2011      | 16             | 1              | 15             | –                | 8                                                      | 2                                                      | 6                                                      | 24    |
| 8    | Stefania Belmondo        | 1989–2002      | 23             | 23             | –              | –                | –                                                      | –                                                      | –                                                      | 23    |
|      | Stina Nilsson            | 2012–2020      | 12             | –              | 11             | 1                | 11                                                     | 4                                                      | 7                                                      | 23    |
| 10   | Maiken Caspersen Falla   | 2008–active    | 16             | –              | 16             | –                | 6                                                      | –                                                      | 6                                                      | 22    |
| 11   | Larisa Lazutina          | 1984–2002      | 21             | 21             | –              | –                | –                                                      | –                                                      | –                                                      | 21    |
| 12   | Kateřina Neumannová      | 1992–2007      | 18             | 16             | 2              | –                | 1                                                      | 1                                                      | –                                                      | 19    |
| 13   | Yuliya Chepalova         | 1995–2010      | 18             | 17             | 1              | –                | –                                                      | –                                                      | –                                                      | 18    |
| 14   | Ingvild Flugstad Østberg | 2008–active    | 5              | 2              | 2              | 1                | 12                                                     | 11                                                     | 1                                                      | 17    |
| 15   | Kristina Šmigun          | 1994–2010      | 16             | 14             | 2              | –                | –                                                      | –                                                      | –                                                      | 16    |
| 16   | Manuela Di Centa         | 1982–1998      | 15             | 15             | –              | –                | –                                                      | –                                                      | –                                                      | 15    |
| 17   | Jessica Diggins          | 2011–active    | 6              | 4              | 1              | 1                | 8                                                      | 7                                                      | 1                                                      | 14    |
| 18   | Lioubov Iegorova         | 1984–2003      | 13             | 13             | –              | –                | –                                                      | –                                                      | –                                                      | 13    |
|      | Kikkan Randall           | 2001–2018      | 11             | –              | 11             | –                | 2                                                      | –                                                      | 2                                                      | 13    |
|      | Heidi Weng               | 2010–active    | 5              | 2              | –              | 3                | 8                                                      | 7                                                      | 1                                                      | 13    |
| 21   | Charlotte Kalla          | 2006–active    | 7              | 5              | –              | 2                | 5                                                      | 4                                                      | 1                                                      | 12    |
| 22   | Marja-Liisa Kirvesniemi  | 1982–1994      | 11             | 11             | –              | –                | –                                                      | –                                                      | –                                                      | 11    |